# Kościół św. Jadwigi Śląskiej w Kraskowie
Kościół parafialny pw. Św. Jadwigi Śląskiej – rzymskokatolicki kościół parafialny Parafii św. Jadwigi Śląskiej w Kraskowie znajdujący się we wsi Krasków, należący do dekanatu kluczborskiego w diecezji opolskiej.

## Historia
Kraskowianie chodzili na nabożeństwa do Kuniowa, który był ich kościołem parafialnym. W latach 1870–1872 wybudowano neogotycką kaplicę pw. Św. Jadwigi Śląskiej ufundowaną przez Marię Stanosek. W latach 1932–1952 następuje rozbudowa kościoła. W tym też czasie Krasków odłączył się od Kuniowa i powstaje samodzielna parafia. Pierwszym proboszczem był ksiądz Hugo Springer (do 1945 roku), następnie ksiądz Szczepan Sadowy (w latach 1945-1947), później w latach 1947-1976 ksiądz Józef Kluba, a od 1976 roku do 2008 roku ksiądz Dziekan Antoni Dudar. Od roku 2008 do dzisiaj proboszczem jest ksiądz Piotr Glinka.

## Wnętrze i architektura kościoła
Przepiękny fresk namalowany został za ołtarzem głównym przez malarza świątyń Berlina i Wrocławia Karola Platzka w 1942 roku. Przedstawia on postacie ze Starego i Nowego Testamentu połączone osobą Jezusa. Po prawej i lewej stronie ołtarza znajdują się mozaiki z firmy Augusta Wagnera z Berlina Treptow. Jedna przedstawia św. Józefa z 12 – letnim Jezusem, a druga Matkę Boską z Dzieciątkiem. W kościele znajdowało się również kilka gotyckich rzeźb z przełomu XV i XVI wieku, znajdują się one obecnie w Muzeum Diecezjalnym w Opolu oraz barokowa rzeźba przedstawiająca postać Św. Piotra (rzeźba ta również znajduje się w Muzeum w Opolu). W 2003 roku do świątyni dobudowana została wieża.

## Dzwony
Na kościelnej wieży wiszą trzy dzwony. Poświęcone zostały przez Biskupa Jana Bagińskiego w 2003 roku. Największy dzwon poświęcony został św. Jadwidze, patronce kościoła i papieżowi Janowi Pawłowi II. Średni dedykowany jest Matce Boskiej Opolskiej i arcybiskupowi Alfonsowi Nossolowi w 26. rocznicę sakry biskupiej. Najmniejszy ma wygrawerowane napisy informujące, że poświęcony jest św. Antoniemu oraz proboszczowi parafii, księdzu Antoniemu Dudarowi, z okazji 44. rocznicy święceń kapłańskich.
Podczas wojny zabrano jeden dzwon, noszący prawdopodobnie imię Jadwiga, odlany prawdopodobnie w XIX wieku przez nieznaną firmę.
|              | Imię                              | Waga (kg) | Ton uderzeniowy | Średnica (cm) | Rok odlania | Odlewnia                           |
| ------------ | --------------------------------- | --------- | --------------- | ------------- | ----------- | ---------------------------------- |
| Mały dzwon   | św. Antoni                        | 290 kg    | c"              | 78 cm         | 2003        | Ludwisarnia Felczyńskich, Taciszów |
| Średni dzwon | Maryja                            | 420 kg    | ais'            | 87 cm         | 2003        | Ludwisarnia Felczyńskich, Taciszów |
| Duży dzwon   | św. Jadwiga Śląska i Jan Paweł II | 700 kg    | g'              | 104 cm        | 2003        | Ludwisarnia Felczyńskich, Taciszów |